# Iranada venusta
Iranada venusta är en fjärilsart som beskrevs av Brandt 1939. Iranada venusta ingår i släktet Iranada och familjen nattflyn. Inga underarter finns listade i Catalogue of Life.